# 以利沙伯
以利沙伯或譯依撒伯爾（希伯来语：אֱלִישֶׁבַע / אֱלִישָׁבַע，阿拉伯语：أليصابات，希臘語：Ἐλισάβετ，英語：Elizabeth，德語：Elisabet），意為“我的神是我的誓言”。她是施洗约翰的母亲，撒迦利亚的妻子，聖母瑪利亞的親戚，在新约圣经和古兰经都有记载。

## 与玛利亚的关系
在路加福音 1章36节，提及以利沙伯是耶稣母亲玛利亚的“亲戚”。这里所用的希腊文词汇是συγγενίς，可以指各种亲属关系。根据天主教百科全书的记载，是圣希玻里说到她们是表姐妹的亲戚关系：以利沙伯的母亲 Sobe 与玛利亚的母亲聖安妮是姐妹。玛利亚的母亲在雅各福音也有提到。
有关她们关系的这部分译文分别译为“亲戚”、“女性亲戚”或“你家族中的”，以及其他如钦定版圣经译为“表姐妹”。

## 在圣经中
根据路加福音1章的记载，以利沙伯是大祭司亚伦的后代（路加福音 1:5）。她和丈夫祭司撒迦利亚“在神面前都是义人，遵行主的一切诫命礼仪，没有可指摘的”（1:6），但是已经年老，还没有子女。天使长加百列站在圣殿内香坛的右边，向撒迦利亚显现，告诉他，他们夫妇将要生一个儿子，这个儿子“在主面前将要为大，淡酒浓酒都不喝，从母腹里就被圣灵充满了。”（1:15）。
6个月后，已经怀有耶稣的聖母瑪利亞，前来探望也正在怀孕的亲戚以利沙伯（1:36）：
以利沙伯一听到玛丽亚问安，所怀的胎就在腹里跳动，以利沙伯且被圣灵充溢，
高声喊着说，你在妇女中是有福的，你腹中的果子也是有福的。（1:41–42）
除了路加福音之外，新约圣经中其他地方都没有提到以利沙伯。一些现代的怀疑派学者争辩说，她是路加虚构的一个人物，好将耶稣与施洗约翰拉上关系。不过，反对者也指出，这样的辩论相当可笑，无法加以证实，而且忽略了以利沙伯并非四卷福音书中仅提到一次的人物。有几位女性人物都是仅在福音书中出现了一次，包括革羅罷之妻馬利亞、喬安娜 和女门徒苏珊娜。有些神学家认为路加在耶稣降生的记载中提到以利沙伯，是因为他比马太的记载更为关注马利亚在怀孕期间的个人经历 （另外两卷福音书，马可福音和约翰福音，都没有记载耶稣的出生，直接从耶稣尽职开始叙述）。几本次经中也提到了以利沙伯，主要是雅各的福音書，记载了她儿子的出生和她丈夫后来被人谋杀。

## 圣人
在天主教中，敬礼以利沙伯的日期定在11月5日，而在东正教和圣公会是在9月5日, 与她的丈夫撒迦利亚在同一天。在密苏里信义会的瞻礼单中，她被尊为9月5日的matriarch，而撒迦利亚被尊为先知。